# Андроник Комнин Палеолог
Андроник Комнин Палеолог (грч. Ανδρονικος Κομνηνος Παλαιολογος; око 1190. – 1248./52.), био је генерал - гувернер Солуна и Велики доместик (мега доместик) Никејског царства. Био је отац византијског цара Михаила VIII Палеолога, оснивача династије Палеолога.

## Живот
Андроник је био син мега дукса Алексија Палеолога и Ирине Комнин, унук Михаила Палеолога и пра-праунук оснивача породице, Георгија Палеолога. Вероватно је рођен око 1190. године и имао је још једног брата, Михаила, који је очигледно био старији од њега.
Ништа се не зна о његовом раном животу. Именован је за мега доместика (главнокомандујућег) Никејског царства, али се извори разликују о томе када и ко је то учинио: Нићифор Григора бележи да је то учинио цар Теодор I Ласкарис (владао 1204–1222), али Георгије Акрополит тврди да је то учинио наследник цара Теодора I, цар Јован III Дука Ватац (1222–1254) убрзо након његовог ступања на власт. Савремени историчари генерално сматрају да је ово друго вероватније. Године 1224. Андроник је послат у област реке Скамандер, која су тек повратили од Латинског царства, да би организовао своју администрацију као егзизоте. То је вероватно било пре него што је постао мега доместик. Године 1233. послат је као командант експедиције против полу-независног владара Родоса, цезара Лава Габале, којег је приморао да призна никејску власт.
Године 1241. Андроник је пратио цара Јована III Ватаца у његовим походима на Македонију и приликом опсаде Солуна. Кампања је, међутим, прекинута због монголске инвазије на Малу Азију, што је приморало цара Јована III Ватаца да се задовољи признањем његовог ауторитета од стране градског владара Јована Комнина Дуке, који је раније претендовао на царску титулу. У децембру 1246, након коначног заузимања Солуна, Андроник је остављен у граду као његов гувернер и као генерални гувернер (који се у изворима помиње као „претор“) свих новостечених никејских поседа у Македонији, док се цар Јован III Ватац враћа у Малу Азију. За време његовог мандата, његов најстарији син, будући цар Михаило VIII Палеолог, дошао је да служи под њим у градовима Серу и Мелнику.
Датум Андроникове смрти није познат. Традиционално је датована у 1247.  пошто Акрополит наводи да је то било убрзо након његовог именовања у Солун, али новија истраживања показују да је умро негде између 1248. и 1252. године. Као мегас доместик наследио га је његов зет Нићифор Тарханиот, а на месту генералног гувернера у Солуну Теодор Фил.

## Породица
Године 1216. Андроник се оженио Теодором Ангелином Палеологином (* око 1200; † као монахиња Теодосија), ћерком деспота Алексија Комнина Палеолога († 1203) и његове жене Ирине Комнине Ангелине, најстарије ћерке византијског цара Алексија III Анђела. Имали су четворо деце: 
- Марија Палеологина, Протосевастиса (* око 1216; † 1266 као монахиња Марта), удала се 1237. за Нићифора Тарханиота, војсковођу, од 1260. великог доместика († око 1266.).
- Ирина Комнина Палеологина (* 1218; † децембар 1284 као монахиња Евлогија), удала се за Јована Комнина Анђела Кантакузина († пре 1257. као монах Јоаникије), војвода Тракије (око 1244 – 1249), родитељи бугарске царице Марије Палеолог Кантакузин.
- Михаило VIII Палеолог (* 1224; † 1282), византијски цар (1259 – 1282).
- Јован Палеолог (* 1225/1230; † 1274/1275), севастократор.

Андроник се други пут оженио женом непознатог имена. Имали су троје деце:
- Константин Анђео Комнин Дука Палеолог († 1271. као монах Калиник), Цезар 1259. године, Севастократор од 1260. године, војни заповедник на Пелопонезу 1262/64. године, ожењен (1259/60.) Ирином Комнином Ласкарином Вранином († 1260. год.) )
- ћерка удата за Шамс-ед-Дина, сина Кај-Кавуса I од 1211. до 1220. владара Селџучког султаната Рум у Икониону (Коња)
- ћерка, удата (после 1275.) за Бенедета Захарија, господара Фокеје († 1307.)